# Andy Dunlop
Andrew "Andy" Dunlop (født 16. marts 1972) er et af de fire medlemmer af det skotske band Travis.